# Pema Wangchug Gyalpo
Pema Wangchug Gyalpo (1886-1952) was een Tibetaans tulku. Hij was de elfde tai situ, een van de invloedrijkste geestelijk leiders van de karma kagyütraditie in het Tibetaans boeddhisme en van de kagyütraditie in het algemeen.
Pema Wangchug Gyalpo werd geboren in Litang. De 15e Gyalwa Karmapa zou middels het tekenen van een plattegrond de plaats hebben aangeduid waar de Tai Situ zou worden wedergeboren. Pema Wangchog werd ontdekt door de accurate voorspelling van de Karmapa. Op 4-jarige leeftijd werd hij herkend en naar het Palpungklooster gebracht.
De 15e Karmapa, Khakyab Dorje, wijdde hem in als novice en onderrichtte hem. Ook de 2e Jamgon Kongtrul Rinpoche onderwees hem.
Als 11e Tai Situ liet hij een grondige renovatie uitvoeren van schrijnen in het Palpungklooster, breidde de drukkerij uit en liet nieuwe printplaten maken. Voorts werden nieuwe gewaden gemaakt voor lamadansen.
Pema Wangchug Gyalpo stond bekend als een strikte volger van de kagyütraditie; hij handhaafde de kloostervoorschriften en legde straffen op aan degenen die hij als hypocriet beschouwde of die schade toebrachten aan het praktiseren van de regels. Hij leidde actief de aangesloten dependance-kloosters in Tibet. Hij bezocht deze kloosters regelmatig en gaf er onderwijs. Zijn activiteiten en kwaliteiten waren gunstig voor het Palpungklooster, dat hierdoor veel offers en bezittingen geschonken kreeg. Deze werden ontvangen in de vorm van paarden, schapen en yaks, een zoutmeer en dergelijke. De Nyingma- en de Bön-traditie zouden gehele kloosters hebben overgedragen. 
Na het overlijden van de 15e Karmapa, herkende Pema Wangchug de 16e, Rangjung Rigpe Dorje. Hij voerde zijn inwijding uit en maakte hem thuis in de leer van de traditie.
Op ongeveer 50-jarige leeftijd bezocht Pema Wangchug Gyalpo het grote Surmangklooster, waar hij wonderen zou hebben verricht. De rest van zijn leven bracht hij deels door met mediteren, deels met het geven van onderwijs aan zijn volgelingen. Na zijn overlijden op 67-jarige leeftijd schreef Karmapa Rigpe Dorje in een gedicht ter ere van hem: "....dat we elkaar steeds weer mogen ontmoeten". Deze wens kwam uit toen de 12e Tai Situ werd gevonden en de discipel werd van de 16e Karmapa.